# 박보영
박보영(1990년 2월 12일~)은 대한민국의 배우이다.

## 학력
- 증평초등학교 (졸업)
- 증평여자중학교 (졸업)
- 대성여자상업고등학교 (2008년 졸업)
- 단국대학교 예술조형대학 공연영화학부 연극전공 (2008학번 학사)

## 약력
2006년 5월, EBS 드라마 《비밀의 교정》으로 연예계에 정식 데뷔 한 후, 2007년에는 SBS 드라마 《마녀유희》와 SBS 드라마 《달려라 고등어》에 출연하였다.
2007년에 출연한 SBS 사극 드라마 《왕과 나》에서 폐비 윤씨의 어린 시절을 연기해 화제를 모았고 아역상을 받았다. 2008년에는 KBS 단막극 《정글피쉬》, 영화 《울학교 이티》, 영화 《초감각 커플》에 출연하였다.
2008년 12월에 개봉한 약 830만 관객을 동원한 영화 《과속스캔들》에서 연기한 미혼모 역할이 호평받아 그 다음 해에 각종 영화 관련 시상식에서 신인상을 8개나 수상하며 '충무로의 기대주'로 주목 받았다. 2008년 제9회 전주국제영화제 폐막작으로 선정되었고 극장 개봉은 2009년에 하게 된 옴니버스 영화 《시선 1318》과 2012년에 개봉한 영화 《미확인 동영상》에도 출연하였다.
2012년에 송중기와 함께 주연을 하고, 약 700만 관객을 기록한 영화 《늑대소년》에서 늑대소년을 길들이는 폐병 걸린 소녀를 맡아 열연하여 '충무로 흥행 보증수표'로 떠올랐다. 2014년에 개봉한 영화 《피끓는 청춘》과 2015년에 개봉한 영화 《경성학교》에 출연하였다.
이렇듯 주로 스크린에서 활동하다가 2015년에 tvN 금토드라마 《오 나의 귀신님》을 통해 7년 만에 드라마로 복귀하여 응큼한 처녀귀신에게 빙의된 소심한 주방보조의 순수와 도발을 넘나드는 1인 2역 연기로 안방극장에 성공적으로 안착했다. 이어서 같은 해에 영화 《돌연변이》, 영화 《열정같은소리하고있네》도 선보였다.
2017년에는 JTBC 금토드라마 《힘쎈여자 도봉순》에서 타이틀롤인 도봉순 역을 맡아 평범한 취업준비생이자 괴력의 천하장사인 다소 비현실적인 캐릭터를 안정된 연기로 몰입시키며 "박보영이 장르다" "믿고 보는 박보영"이라는 찬사를 받았고, 역대 JTBC 드라마 최고 시청률을 기록하는 등 흥행에도 크게 기여하였다. 2018년 영화 《너의 결혼식》에서 (우연 역) 김영광의 첫사랑인 환승희 역을 맡아 열연하였다.
2019년에 방송된 tvN 월화드라마 《어비스》에서 고세연 역을 맡아 열연하였다.
2021년 5월 10일에 첫방송된 tvN 월화드라마 《어느 날 우리집 현관으로 멸망이 들어왔다》에서 탁동경 역을 맡아 출연했었다.

## 성장 과정
박보영은 1990년 2월 12일에 충청북도 증평군에서 3녀 중 차녀로 태어났다. 그녀의 아버지는 前 육군 특수전사령부 예비역 대한민국 육군 원사 출신으로 알려져 있다. 그는 대성여자상업고등학교를 졸업하고, 단국대학교 예술조형대학 공연영화학부 연극전공 2008년 정시 모집 전형에 지원하여 합격했다. 군인인 아버지 영향으로 시간관념이 철저한 편이며 시골에서 나고 자랐다. 친구들이 거의 군인 자녀인 탓에, 아버지들 발령에 따라 뿔뿔이 흩어지면 알게 된 주소를 통해 서로 손편지를 자주 주고 받았다고 한다. 그때 펜팔을 썼던 경험 등을 통해서 가지게 된 아날로그 감성이 연기에 큰 자양분이 됐다며 스스로 축복받았다고 여긴다고 한다.
| “ | 어릴 때 다양한 경험을 할 수 있었던 것에 정말 감사해요. 산과 들을 다니며 메뚜기랑 잠자리도 엄청 많이 잡고, 겨울에는 눈썰매장 대신 동네에서 비료 포대 타고 놀았어요. 친구끼리 불화나 따돌림 없이 다 같이 놀고 가족처럼 지냈고요. 지금까지 연기하면서 맡은 캐릭터를 이해하는 데에도 도움이 많이 됐어요. | ” |
|   | — Céci 2016년 12월호 인터뷰 |   |

중학교 시절, 모교인 증평여중의 'Cine.뜰'이라는 동아리를 통해 연기에 처음 눈뜨게 된다. 그 당시 공모전에서 상도 많이 받아서 교내에서도 유명한 동아리였는데 영화에 소품으로 큰 인형이 필요했다. 학생들이라 돈이 없어 인형으로 분장할 키가 작은 학생을 구하느라 교내에서 체구가 작은 1학년 박보영이 낙점됐다. 처음에는 거절했지만 선생님이 권해서 ‘해도 되나보다’ 하고 배우 인생을 통틀어 첫 연기를 '인형'연기로 시작했다. 2학년 때부터 본격적으로 동아리 활동을 하기 시작했고 이때 동아리에서 만든 단편 영화 《이퀄(Equal)》이 2005년 제7회 서울국제청소년영화제에서 '현실도전상'을 받는다. 이 영화를 본 연예계 관계자가 박보영을 주목한 것을 계기로 데뷔를 준비하며 차근차근 배우의 길을 걷기 시작했다. 이 과정에서 사기를 당해 술취한 선생님이 들어오는 등 형편없는 수업에 낚여 아버지의 월급에 맞먹는 돈을 수업료로 날리는 등 시행착오를 겪기도 했다. 기획사에 들어간 이후에도 대학에 입학하기 전까지 월요일부터 금요일까지는 학교생활을 하고 주말에 서울에 올라와 연기 수업을 받았다. 보수적인 특전사 직업군인인 아버지가 반대할 거란 예상과 달리, 부모님은 아무 말씀 없이 딸의 모습을 지켜보며 꿋꿋이 응원해 주셨다고 한다. 박보영의 아버지는 "6개월 정도 놔두면 포기하겠지"라고 생각했다고 한다.
고교시절에는 눈에 띄지 않는 지극히 평범한 학생이었다. 박보영과 같은 시절을 보낸 고향 친구들의 말에 따르면 배우를 준비하는 예쁘장한 여고생이었다고 한다. "학교생활 못 하면 나중에 연예인도 못 한다", "일하느라 공부 안 한다" 등의 말을 듣기 싫어서 공부도 열심히 했다고 한다. 학업도 충실하게 한 결과, 대학교는 연예인으로는 이례적으로 수시모집이 아닌 정시모집을 겨냥해 40대 1의 경쟁률을 뚫고 합격했다고 한다. 이 후 2015년 졸업하여 단국대학교 공연영화학부 연극전공 학사 학위를 받았다. 학교 수업이 빡빡해서 외부 활동을 하기 어려웠지만 4학년 때 연기 활동이 인정돼서 다행히 졸업하게 됐다고 한다.
| “ | 홍보팀에서는 최근 학교를 자주 찾는 박보영을 만나 속마음을 들어봤다. 지난 해 스포트라이트를 받느라 정신없이 보냈다는 박보영은 본분이 공부하는 학생이라 틈날 때 마다 전공서적을 손에 놓지 않는단다. 박보영은 연예인으로는 이례적으로 수시모집이 아닌 정시모집을 겨냥, 40대 1의 경쟁률을 뚫고 당당히 합격했다. 그만큼 공부에 대한 애정이 많아 2학년이 들을 수 있는 최대 학점인 19학점을 신청했다. “저에게 대학은 활력충전소예요. 캠퍼스에서는 조명을 한껏 받는 배우 박보영이 아니라 20살의 평범한 인간 박보영이잖아요. 동기들도 저를 편한 친구로 대해줘 고마울 따름이죠. 영화, 연극, 뮤지컬 등 다양하게 배우는데 이런 전공과목들은 연기의 기초를 제공하는 과목들이라 신경써서 공부해요. 교양과목은 시간이 부족해 재미있는 과목들을 다 듣진 못해요. 그럴 땐 몹시 아쉽기도 하지만 토론 위주의 수업은 제 생각을 정리하고 발표할 수 있어 연기생활에도 큰 도움이 된답니다” | ” |
|   | — 단국대학교 홍보팀 2009년 4월 인터뷰 |   |

## 상세 경력

### 2006~2008
2006년 5월 EBS 청소년 드라마 《비밀의 교정》에서 여고생 차아랑 역할을 맡으며 배우로 연예계에 정식 데뷔하였다. 2007년에는 SBS 드라마 《마녀유희》에서 주인공 마유희(한가인)의 아역을 연기했다. SBS 드라마 《달려라 고등어》에서는 여고생 심청아로 출연하였는데, 이 드라마는 당초 24부작으로 계획된 청소년 드라마로 실사에 애니메이션을 접목한 ‘드라마툰’까지 야심차게 선보였으나, 저조한 시청률로 조기종영 당했다.
이 후 같은 해 SBS 드라마 《왕과 나》에서 폐비 윤씨의 아역으로 출연해 당찬 연기를 선보였다. 박보영은 극중 폐비 윤씨의 모습을 완벽하게 소화했다는 평을 받았다. 2007년 SBS 연기대상에서 함께 아역으로 열연했던 유승호, 주민수와 함께 연기대상 남녀아역상을 수상하여 극 초반 인기를 굳혔던 공로를 인정받았다.
2008년 KBS 단편 청소년 드라마 《정글피쉬》에서 담임과 부모 때문에 한 성적조작 때문에 양심의 가책을 느끼고 있는 여고생 이은수 역할을 맡았다. 이 작품은 김포외고의 시험지 유출 사건을 소재로 하였고, 방송계의 퓰리쳐상이라고 불리는 미국 피버디상 등을 수상하며 작품성을 인정받아 2010년 9월 23일에 극장판으로도 특별 개봉되었다.
국가인권위원회에서 제작한 시선 시리즈 4번째 작품 청소년 인권을 소재로 한 옴니버스 영화 《시선 1318》에 출연하기도 했다. 단편 영화 5편을 한 주제로 엮은 이 옴니버스 영화에서 박보영은 이현승 감독의 작품 '릴레이'에 출연하였고 선생님들 몰래 아기를 학교에 데려가 친구들과 함께 돌보는 여고생 희수 역을 맡았다. 이 영화는 2008년 제9회 전주국제영화제 폐막작으로 선정된 작품인데 정식 개봉은 2009년이었다.
상업영화로써는 첫 주연이였던 영화 《울학교 이티》에서 잘릴 위기에 처한 천성근 체육 선생(김수로)의 지원군을 자처하며 영어를 가르쳐주는 모범생 한송이 역을 맡았다. 단발머리에 동그란 뿔테 안경을 쓴 박보영은 큰 비중의 역할은 아니었지만 자신의 역할을 완벽하게 소화해냈다는 평을 받았다. 《왕과 나》에서 구혜선의 아역을 한 인연으로 KBS 드라마 《최강칠우》에서 에릭이 분한 칠우의 여동생 우영 역을 맡아 1회에 특별 출연하기도 했다.
2008년 11월 27일 개봉한 저예산 영화 《초감각 커플》에서 IQ 180인 천재소녀 현진 역을 맡기도 했다. 현진은 초능력자인 수민(진구)을 손바닥에 올려놓고 공갈 협박을 일삼으며 놀려먹는 뻔뻔한 캐릭터이다. 이 영화는 문화체육관광부 주최 '2008 디지털콘텐츠대상'에서 국무총리상을 수상하기도 했다.

### 2008~2010
2008년 개봉한 영화 《과속스캔들》에서 미혼모 황정남 역할을 맡았다. 시나리오가 막판 수정되며 남자에서 여자로 바뀐 정남은 이십년 만에 나타난 철없는 딸부터 가슴 따뜻한 엄마를 함께 표현하는 중요한 캐릭터. 귀여운 매력이 있으면서 반항적인 색깔도 필요했다. 경험이 많지 않았던 박보영 카드는 거센 반대에 부딪혔다. 하지만 박보영의 가능성을 높이 산 제작진은 우격다짐으로 캐스팅을 밀어붙였다. 특히 정남이가 아빠(차태현)에게 미혼모라 할지라도 나도 하고 싶은 게 많다고, 울면서 대드는 장면에서 박보영의 연기가 호평을 받았다. 오디션 당시 정남이의 입장이 되어 대사를 하되 시나리오에 있는 게 아닌 즉흥적인 대사들을 쏟아내야 과제가 주어졌는데 생각한 1분도 주어지지 않아 주절주절 떠든 대사가 영화에 그대로 반영됐다. 영화 개봉 후 박보영은 《종합병원 2》 촬영으로 바쁜 차태현을 대신해 무대인사만 100회를 넘게 다니기도 했다. 자신의 부족한 인지도가 작품에 악영향을 줄까 염려해서였다. 이 시기에 SBS 드라마 《스타의 연인》에서 이마리(최지우)의 아역으로 특별출연 하기도 한다.
《과속스캔들》은 830만 명에 육박하는 관객수를 기록하였다. 이 영화로 박보영은 청룡영화상, 백상예술대상, 한국영화평론가협회상, 디렉터스 컷 시상식 등 8개의 신인상을 받았다. 제30회 청룡영화상 신인여우상을 수상하면서 '2번째 아빠인 태현오빠, 이 상은 아빠 때문에 받게 된 것 같다. 지금 많이 부족하지만 시간이 흘러 연기를 잘하게 됐을 때, 아빠의 남우주연상을 위해 연기하겠다'며 훈훈한 수상소감으로 화제가 되기도 했다. 이 같은 영화 《과속스캔들》 흥행을 통해 박보영은 두터운 배우 층을 자랑하는 남자배우와는 달리 다양한 스펙트럼의 여자배우가 많지 않은 상황 속에서 단연 돋보이며 2008년 충무로의 가장 큰 수확으로 떠오른다.

### 2012~2014
2012년 5월 스크린 복귀작인 《미확인 동영상》이 개봉됐다. 박보영은 극 중 동생 정미를 구하기 위해 의문의 존재와 사투를 벌이는 세희 역을 맡았다. 당초 2011년 여름 개봉 예정이었던 《미확인 동영상》은 2011년 겨울로 개봉이 미뤄진 뒤 또 한 차례 공개를 연기되어 5월 30일로 개봉일이 최종 결정되었다. 《미확인 동영상》 김태경 감독은 “박보영은 장르의 한계가 없는 배우다. 특히 깜깜한 폐가에서 1분가량의 롱테이크를 찍었을 때 박보영이 오열을 하는데 밖에서 그 소리를 듣는 스크립터와 나까지 함께 울었다. 지금 또래 배우들 중에서 가장 출중한 코미디와 멜로와 호러를 넘나들 수 있는 연기력을 갖고 있다는 생각이 들었다.”고 평했다. 영화는 누적 관객 86만명을 기록, 손익분기점을 넘기는데 성공했다.
2012년 개봉한 《늑대소년》에서 늑대소년 철수에게 세상을 살아가는 법을 가르치는 소녀 순이 역을 맡았다. 조성희 감독은 "처음 박보영을 만났을 때 마치 영화 속 소녀가 걸어 들어오는 것 같았다. 겉으로는 차가운 것 같지만 마음은 따뜻한 소녀의 모습과 박보영이 꼭 닮았다"며 캐스팅 이유를 밝혔다. 박보영은 당초 다른 작품 출연을 앞두고 있었기 때문에 스케줄 조정이 어려운 상황이었는데, 《늑대소년》 시나리오의 마지막 장면에서 폭풍 눈물을 흘렸다고 한다. 가슴을 절절하게 하는 두 남녀의 사랑은 물론 그들만의 우정과 의리에서 큰 감동을 받았단다. 결국 원래 준비하던 영화사 대표에게 시나리오를 읽어보라고 드린 후 양해를 구하고 늑대소년에 출연하게 됐다. 영화 개봉 후 박보영의 "꺼져, 꺼지라고"라는 대사와 함께 철수에게 돌멩이를 던지는 장면에서의 연기가 호평을 받았다. 이 장면은 철수가 잡히지 않길 바라는 절실한 순이의 마음이 그대로 전해지는 대목이다. 철수 얼굴에 난 생채기를 보며 손을 덜덜 떠는 박보영의 진국 연기가 관객의 마음을 울컥하게 만들었다는 평을 받았다.
이 영화는 700만명의 관객수를 동원하며 한국 멜로 영화 최고 흥행 기록을 세우게 되고, 영화의 흥행으로 박보영은 한국갤럽에서 조사한 2012년 올해를 빛낸 영화배우 8위(순위권 중 유일한 20대 여성 배우)에 랭크되기도 했다. 《늑대소년》의 흥행에 힘입어 제4회 피어선 젊은 영화 페스티벌에서 최고 여성 배우상을 수상하기도 했는데, 이는 이 영화제에 작품을 공모한 젊은 감독들에게 '나중에 함께 작업하고 싶은 여배우'를 조사한 결과이다. 한마디로 긴 공백기를 깔끔하게 털어버리고 재기에 성공했다. 여담이지만 이 영화는 조성희 감독이 한국영화아카데미 재학 시절 제출한 작품이었는데, 남자와 여자가 반대인 늑대소녀의 설정이었다고 한다. 여자가 야생성이 있고 남자를 기다리는 영화였고 결말도 비극적이었다고 한다. 상업적으로 가게 되면서 남녀가 바뀌고 얘기가 많이 달라졌다고 한다.
2014년 2월 영화 《피끓는 청춘》이 개봉했다. 박보영은 홍성 일대의 학교를 평정한 거침없는 태도와 카리스마 넘치는 눈빛을 가진 여자 일진이자 ‘피 끓는 여고생’인 '영숙' 역을 맡아 연기변신을 꾀했다. 영화 《피끓는 청춘》은 맨 처음 캐스팅된 박보영이 다른 영화를 찍지 않고 기다려준 덕분에 상대역에 이종석 등이 캐스팅되어 무사히 촬영을 마칠 수 있었다. 개봉까지 3년이 걸린 작품, 김진섭 담소필름 대표는 지금도 박보영을 ‘은인’이라고 부른다. 영화는 167만명을 동원해 손익분기점을 넘기는데 성공했다. 극 중 일진이기 때문에 흡연과 욕설을 익혀야 했는데 이것이 자연스러워 지기까지 꽤 오랜시간이 필요했다고 한다. 혼자 있는 공간에서 욕을 하고 녹음을 해서 들어보기도 하고 특히 운전을 하면서 도움을 받았다고 한다. 한 번도 담배를 피워본 적이 없어서 이것을 연습하는 것도 혼란스러웠다고 한다. 극 중에서 박보영은 어릴 때부터 짝사랑했던 중길을 지키기 위해 여자 패거리에게 맞으며 일진 자리를 내놓는다. 다소 과격한 장면에서 리얼한 모습이 담겨 있는 이 장면은 대역없이 촬영했다고 한다.
| “ | 맞아 봤으면 알 텐데, 안 맞아 봐서 느낌을 잘 모르겠는 거예요. 모니터를 봤는데 때리는 거랑 맞는 거랑 엇박자가 나는 것 같고 안 맞는 거 같아서. 배에 뭘 대고 진짜로 때려달라고 했어요. 그냥 맞았어요. 아프지만 그게 마음 편하더라고요. 어차피 그거 맞는다고 죽는 것도 아니고 아무리 맞아도 한 시간 이상은 안 맞으니까...영화는 평생 남는 건데 후회할 거 같아서요. 매번 최선을 다했지만 '진짜 최선이었을까, 좀 더 잘할 수 있었을 텐데'하는 생각은 하고 싶지 않아서 '조금만 참자. 잠깐만 참자'하면서 촬영했는데, 리얼하게 나와서 다행인 것 같아요. | ” |
|   | — 오마이뉴스 2014년 1월 23일 |   |

### 2015
이해영 감독의 신작인 《경성학교》가 2015년 6월 18일 개봉하였다. 극 중 박보영은 학교가 숨기고 있는 비밀을 파헤치는 전학생 주란 역을 맡았다. 주란은 굉장히 내성적인 아이였다가 점점 호기심을 갖고 결국 비밀을 파헤치게 된다. 영화는 후반부에 들어서면서 가냘프고 힘없던 소녀 주란이 조금 독특한 모양새로 성장하기 시작하면서 벌어지는 심리적 변화에 집중하기 시작한다. 이때 나타나는 연기적 스펙트럼이 배우로서 표현하기 힘들 법도 하지만 박보영은 모든 디테일을 놓치지 않고 완벽하게 소화해 냈다는 평을 받았다. 이해영 감독은 초반 장면에선 어울리고, 후반 설정의 이미지가 상상이 되지 않는 배우가 필요했으며 유약하고 청순하고 어려 보이면서도 그 변화를 표현할 수 있을 만한 연기력을 갖춘 배우가 박보영뿐이었다고 평했다. 《경성학교》는 최종 관객 35만명을 모으며 손익분기점을 넘기는데 실패했다. 박보영은 이번 작품을 통해 이전 작품들에서 보여준 발랄하고 귀여운 이미지를 벗고 새로운 연기에 도전했다. 그에게도 파격적인 도전 중의 도전임을 누구보다 본인이 더 잘 알고 있었다고 한다. 그녀는 이같은 도전을 선택한 이유에 대해 다음과 같이 밝혔다.
| “ | 시사회를 하고 나서 가장 많이 들은 질문이 '박보영이 왜 저런 영화를 찍은 거야?'였어요. 그러니까 대중들이 기대하는 박보영의 이미지와는 다르다는 게 질문의 요점이었죠(웃음). 저도 잘 알고 있어요. 제게 남아있는 숙제죠. 작품을 선택할 때 최대한 변신을 할 수 있는 범주 안에서 선택한 작품이 그나마 《경성학교》였어요. 나중에 30대, 40대가 되면 이런 작품에 출연제의가 들어오기나 할까 싶어요. 지금 도전하지 않으면 제가 도전하고 싶을 땐 하고 싶어도 할 수 없을 때가 올 거 같아요. 이번 영화는 스스로 굉장히 새로운 경험이었고 영화를 보시는 관객들도 '저런 박보영은 또 처음이네'할 만한 작품이라고 생각해요. 그걸로 저는 만족해요. '저런 표정도, 저런 감정도 표현할 줄 아는구나' 알아주셨으면 좋겠어요. 연기 잘 하는 배우가 되고 싶어요. 그게 배우니까." | ” |
|   | — 더팩트 2015년 6월 21일 |   |

2015년 7월에는 7년 만에 드라마 컴백작 《오 나의 귀신님》에서 음탕한 처녀귀신 신순애에게 빙의된 소심한 주방보조 나봉선 역을 맡았다. 유제원 감독은 방영 전 제작발표회에서 '박보영은 스펙트럼이 넓었다. 1인 2역을 잘 소화해낼 수 있는 적격인 연기의 폭과 미모를 가지고 있었다. 박보영의 캐스팅은 나에게 행운이고 선물 같았다'고 캐스팅에 대한 만족감을 드러내기도 했다. 박보영이 연기한 나봉선은 요리를 향한 열정만큼은 누구보다 뜨거운 주방 보조지만, 평소에 "죄송합니다"를 입에 달고 사는 소심녀의 결정체였다. 하지만 그는 음탕한 귀신인 신순애에게 빙의가 될 때면 180도 달라진 모습으로 변신, 좋아하는 남자에게 "한 번만 하자"라는 말을 거침없이 내뱉는 도발적인 여성으로 다시 태어나곤 했다. 이에 박보영은 귀신에게 빙의될 때마다 소심함과 음탕함을 자유자재로 넘나드는 반전 연기를 이질감 없이 소화해냈다. 특히 귀신이 씌일 때마다 박보영이 내뱉는 능청스러우면서도 도발적인 '19금' 발언들은 시청자들을 불편하게 하기는커녕 유쾌함을 넘어선 사랑스러움을 자아내기도 했다. 이처럼 전혀 다른 눈빛과 말투로 나봉선과 신순애 사이를 오가는 연기를 펼친 박보영은 몰입도를 높일뿐만 아니라 극의 재미를 배가시키는 담당하는 존재로서 그 역할을 톡톡히 해냈다.
드라마는 첫 방송부터 최종회까지 모든 에피소드가 케이블과 종편을 통틀어 16회 연속 동시간대 1위라는 기록을 달성했다. 특히 tvN 역대 드라마 중 그 당시 세번째로 높은 시청률 수치를 기록하며 금토극의 저력을 제대로 과시했다.(《응답하라1994》-《미생》-《오 나의 귀신님》순) 칭찬 일색, 거기다 신드롬까지 일으킨 ‘오 나의 귀신님’이었지만 박보영은 《오 나의 귀신님》 속 자신의 모습은 오히려 “실패”라고 평가했다. 점수로는 70점. 극 중에서 조절하려고 했는데도 실패한 부분이 자신의 눈에는 보였다고 한다. 자신에게 만큼은 엄격하고도 겸손한 박보영의 평가는 그의 성장폭을 다시금 짐작할 수 없을 정도로 벌려놓았다고 기자는 평했다.
2015년 10월 영화 《돌연변이》가 개봉됐다. 박보영은 생선인간이 된 전 남자친구 박구(이광수)의 이야기를 인터넷에 퍼나르며 ‘이슈녀’가 되길 바라는 ‘키보드 워리어’ 주진 역을 맡았다. 참고로 이 캐릭터의 모티브는 국가정보원 여론 조작 사건에서 악플을 달았던 국정원 여직원이다. 결말에서 자신의 특성인 ‘키보드 워리어’를 살려 공무원이 되는데 국정원 댓글녀를 연상케 하는 노골적인 장면이 있었으나 너무 직접적인 표현이라 편집 단계에서 빠졌다고 한다. 역량 있는 신인 감독을 발굴하는 목적으로 탄생한 CJ E&M 버터플라이 프로젝트 첫 번째 작품인 이 영화는 제40회 토론토 국제 영화제 뱅가드 섹션 부문에 공식 초청되기도 했다. 저예산에 출연료 1/10도 안받은 조연 분량의 영화였지만 박보영은 이 작품을 통해 연기하는 재미를 다시 깨달았다고 한다. 그는 제작발표회에서 청년 실업을 겪어본 적은 없지만 주위에 겪고 있는 친구들이 있기에 사람들이 사회적인 문제를 생각해봤으면 좋겠다는 마음에서 연기했다”며 밝혔고 배우로서 작품에 참여하고 캐릭터를 연기해 사회 문제를 말하는 것이 자신의 직업의 장점이라 뜻깊게 출연했다고 하여 배우로서의 사회적 책임에 대해 말해 박수를 받기도 했다.
11월에는 사회 초년생 수습 기자의 이야기인 《열정같은소리하고있네》가 개봉됐다. 이 영화의 원작은 이혜린 작가가 쓴 한국의 소설 《열정, 같은 소리 하고 있네》이다. 극 중에서 박보영은 명문대 졸업 후 번번이 취업에 실패하다 연예부 수습사원으로 입사한 도라희 역을 맡았다. 박보영은 나이에 맞는 시나리오를 하고 싶다는 생각을 했던 와중에 운 좋게 라희라는 캐릭터를 맡게 됐으며 친구들이 고민하는 것들, 공감할 수 있을 만한 캐릭터라고 생각해서 하게 됐다고 한다. 활발한 활동으로 한국갤럽에서 조사한 2015년 올해를 빛낸 탤런트 12위, 2015년 올해를 빛낸 영화배우 19위(순위권 중 유일한 20대 여성 배우)에 랭크되었다.
| “ | 여배우가 할 역할이 없다는 원성이 자자한 충무로에서 박보영은 꾸준히 여성 캐릭터 위주의 작품을 이어오고 있다. 스스로 "운이 좋았다"고 말하지만 그가 대체 불가한 20대 여배우가 됐다는 것에 대한 증거일 것이다. "시나리오를 주시는 것도 감사한데 여자가 같이 끌어갈 수 있는 영화를 할 수 있어서 더 행복해요. 하면서 사실 힘에 부치기도 해요. 그리고 이렇게 가는 것이 맞는지에 대해서도 고민을 하고 있어요. 제가 연기한 영화를 보면 가끔 우울감에 빠지기도 해요. 이번 영화를 찍으면서 정말 말하듯이 연기하고 싶다는 생각을 많이 했고 그렇게 하려고 노력했어요. 그런데 막상 보니 연기하고 있는 제 모습이 보이더라고요. 정재영 오달수 선배님이 정말 대사가 대사가 아닌 것처럼 연기하시잖아요. 그래서 제가 말하는걸 녹음해서 들어보기도 하고 연구도 많이 했어요. 오달수 선배님께서 비법(?)을 알려 주셨는데 레시피는 받았는데 손맛을 못내는 느낌이에요. 저 역시도 20대인 지금을 연기에 대한 고민으로 지내고 있는 것 같아요." | ” |
|   | — enews24 2015년 11월 17일 |   |

### 2017~현재
2017년 2월부터 4월까지 인기리에 방영된 JTBC 드라마 《힘쎈여자 도봉순》에서 타이틀롤 도봉순 역을 맡아 극을 이끌어 나갔다. 이 드라마는 원래 C급 코미디였다고 한다. 하지만 이 대본을 본 박보영이 관심을 갖기 시작했다는 얘기를 듣고 박보영에 맞게 대본이 수정되었고 여주인공 '도봉순'의 사투리를 쓰고 못생긴 설정도 사라졌으며 남자주인공도 도봉순의 소꿉친구 '인국두'(지수 분)에서 판타지 요소가 깃든 '안민혁'(박형식 분)이라는 캐릭터로 바뀌었다. 백미경 작가는 박보영이 캐스팅될 줄은 상상도 못했고 너무 좋은 방향으로 흘러가 운명이라고 생각했다고 한다. 드라마는 독특한 소재와 B급 코미디, 흥행이 쉽지 않은 여성 타이틀롤 등의 이유로 방송사 편성도, 남자 주인공 캐스팅도 난항을 겪는 등 빛을 보기까지의 과정이 순탄치 않았다. 하지만 그럼에도 불구하고 박보영은 이 드라마를 포기하지 않고 계속 잡고 있었다고 한다. 수동적이지 않고 당당한 여성 캐릭터에 끌렸기 때문이다.
| “ | 사실은 여자가 메인 타이틀롤을 이라서 남자 배우가 늦게 정해진 것도 있다. 그래서 이 드라마가 편성을 못 받을 수도 있겠다는 생각마저 들었다. 아직은 우리나라에서 이런 드라마가 나오는 건 힘들구나 라는 생각도 했다. 내가 조금 더 믿을 만한 사람이 된 다음에 해야 하나라는 생각까지 했다. 저는 방송사 정해지기 전부터 시나리오의 초고만 보고 들어갔다. 감독님도 정해지기 전이었다. 사실 드라마 내용도 너무 좋고 시도하고 싶었는데 과연 이 드라마를 어느 방송사에서 방송 해주실 수 있을까라는 생각도 했다. (하지만) 이런 드라마가 꼭 나와야 한다고 생각했다. 꼭 이런 드라마가 있었으면 좋겠다고 생각했다. 저는 수동적인 캐릭터는 안 좋아하는 것 같다. 어쩔 수 없이 수동적 캐릭터가 있었지만 여자로서 여자의 힘으로 해내는 역에 목말라 있었다. 도봉순이라는 캐릭터는 힘이 세기 때문에 남자 앞에서 작아지지 않는 게 더 좋았다. 초고는 생각보다 더 셌다. 캐릭터가 더욱 셌다. 이런 게 우리나라에서 시도할 수 있을까 싶을 정도였다. 시도하고 참 재미있을 거라는 생각을 했다 | ” |
|   | — 스포츠조선 2017년 4월 17일 인터뷰 |   |

우여곡절 끝에 제작된 《힘쎈여자 도봉순》에서 박보영은 타이틀 롤이자 원톱 캐릭터라고 할 수 있는 '도봉순' 역할을 맡아 신통방통한 활약을 선보이며 박보영이라는 이름의 가치를 증명시켰다. 그동안 제기됐던 의문을 가뿐히 뛰어넘는 동시에 로코퀸의 자리를 공고히 했다. 첫 회 시청률은 3.829%, 그 당시 역대 JTBC 드라마 가운데 최고의 오프닝 스코어를 기록하였다. 쾌조의 스타트는 계속 이어졌는데, 2회에선 5.758%로 껑충 뛰어 올랐고, 3회에서 6.081%로 안정적 박스권을 형성했다. 그리고 4회에선 8.301%로 급등했다. 비록 10%의 벽을 넘진 못했지만, 최고 시청률 9.668%(닐슨코리아 전국 기준)을 기록하는 등 2차례나 9%를 넘어섰고, 마지막 회에선 8.957%로 훈훈하게 마무리 됐다. 지난 2013년 《무자식 상팔자》가 기록했던 JTBC 드라마 최고 시청률인 9.230%를 넘어서는 쾌거를 이루기도 했다. JTBC 김수길 사장은 촬영장에 직접 뷔페를 선물하기도 했고, 제작진과 출연진은 발리로 포상휴가를 떠나게 됐다.
또한 박보영에 대한 찬사도 이어졌다. 드라마 평론가 윤석진 충남대 교수는 “박보영은 자신이 잘할 수 있는 역할을 잘 선택하고 소화하는 현명한 배우인 듯하다”면서 “캐릭터가 과장돼 있음에도 설득력 있게 연기할 줄 안다”고 말했다. 연출을 맡은 이형민 PD는 “생각지도 못한 디테일을 자연스럽게 살려내는 데 뛰어나다”고 평가했다. 또 정덕현 대중문화평론가는 "어른들에게는 복스럽고, 남녀 모두에게 귀엽게 다가오는 이 대체불가의 배우는 액션이면 액션, 멜로면 멜로, 코미디면 코미디 등등 뭐든 흐뭇한 미소를 지으며 바라보게 만드는 힘을 발휘했다. 이 드라마에서 박보영이라는 배우가 한 장르들을 떠올려보라. 스릴러는 물론이고 액션, 멜로, 코미디, 청춘 성장드라마 등등 그 스펙트럼이 너무나 넓다. 마치 아이처럼 눈을 반짝거리며 올려다볼 때는 보는 이들을 가슴 설레게 만들고, 조폭들을 한꺼번에 때려눕힐 때는 그간 억눌렸던 감정들이 시원하게 풀어지는 카타르시스를 제공한다. 취업난을 겪고 있는 청춘들에게는 개인적 성장을 통한 어떤 위로와 위안을 주고, 웃을 일 찾기 힘든 현실에 잠시 동안 모든 걸 잊고 웃을 수 있는 시간을 제공한다. 이렇게 다채로운 즐거움을 줄 수 있는 배우가 있을까."라고 평했다.

## 기타
- 그날그날 '연기일기'를 쓴다고 한다. 영화 개봉을 앞두고, 일기장을 읽어보면 과거 촬영장에서 있었던 에피소드들이 쓰여 있어 인터뷰에 도움이 되기 때문이다.[98] 연기의 한계를 느낄 때마다 그동안 쓴 일기장을 펼쳐본다. 거기에는 응원 받았거나 좋았던 일들이 쓰여있어서 다시금 감사하고 행복한 마음을 되찾게 해준다고 한다.[99]

- "본인의 발음이 꽤 정확한 편이라는 것 알고 있나? 대사 전달력이 뛰어나다."라는 기자의 질문에 "배우는 대사 전달을 잘 해야 한다고 생각을 해서 발음에 정말 많이 신경을 쓴다. 혹독하게 노력을 하는데 여전히 불안하다. 내가 실력에 비해 너무 큰 사랑을 받고 있는 것은 아닐까 자꾸 나에게 되묻게 된다."고 답하였다.[100]

- SNS를 하지 않는 이유를 묻자 "나 자신을 못 믿는다. 또 생각보다 감정적이고 욱하는 편이라 자제한다. 대신 일기를 쓴다"라고 밝혔다. 팬들이 SNS를 안 하는 걸 아쉬워해서 V LIVE를 통해 소통하고 있다고 한다. "V LIVE는 방송이기 때문에 정신을 바짝 차리고 할 수 있다. 방송 전에 해야할 말과 하지 않을 말을 구분하려고 노력한다"고 한다.[101]

- 영화 개봉 후 티켓을 구매해 일반 관객 틈바구니에서 꼭 자신의 영화를 관람해서 종영 후 상영관 출구나 화장실에서 나누는 이야기를 듣는 특별한 취미가 있다고 한다. 가감 없는 비평을 들을 수 있는 ‘순수의 시간’이기 때문이다. 특히 화장실 안에서 문을 걸어 잠근 채 듣는 재미가 쏠쏠하다고 한다.[102] 정말 적나라한 모든 내용이 다 나오기 때문이다. ‘재미없다’, ‘연기가 별로 마음에 안 든다’ 등 영화를 보고 나와서 화장실에서 하는 이야기를 모두 듣기 위해 노력한다고 한다.[103]

- 가장 존경하는 배우로 김해숙을 꼽았다. 어릴 때부터 유독 그의 연기만 보면 너무 울었다는 박보영은 언젠가는 김해숙처럼 깊은 공감을 일으키는 연기를 해서 자신이 슬픈 감정을 표현하면 관객이 그걸 받아들여 같이 슬픔을 느꼈으면 좋겠다는 소망을 밝히기도 했다.[104]

- 로맨틱 코미디 드라마 장르의 성공으로 인해 대중에게 박보영의 이름과 러블리(lovely, 사랑스러운)의 합성어인 '뽀블리'라는 애칭으로 불리고 있다.[105]

- 청룡영화상이 사랑하는 배우 중 하나로 꼽힌다. 2009년 제30회 시상식에서 《과속스캔들》로 신인여우상을 수상한 이후 해마다 시상자로 청룡영화상을 찾고 있다. 소속사 관계자는 물론 박보영도 "청룡영화상 시상식 날은 이미 연초부터 스케줄이 잡혀 있다"고 농담 삼아 말할 정도다. 박보영은 신인감독상 시상자로 청룡을 자주 찾고 있으며 《과속스캔들》, 《늑대소년》, 그리고 2015년 10월 개봉한 《돌연변이》까지 신인감독의 데뷔작과 인연이 깊다.[106]

- 원빈과 박효신의 열렬한 팬이라고 한다. 원빈이 KBS 2TV 《프로포즈》에서 머리를 길게 풀고 개를 끌고 다니는 그 모습을 보고 팬이 됐다고 한다.[107][108] 박효신의 경우 특유의 호소력 있는 목소리와 뛰어난 가창력 때문에 팬이 되었고 중학교 때부터 팬이어서 모든 앨범을 다 구매하였다고 한다.[109]

- 주량이 적은 편이다. 술을 많이 마시지는 못하지만 점점 주량이 늘고 있으며 소주 반 병 정도를 향해 나아간다고 한다.[110] 술을 잘 마시지 못하는 편이라 술자리에 끝까지 남아 취한 사람들을 많이 봤기 때문에 이것이 오히려 술에 취한 연기를 하는 데 도움이 된다고 인터뷰 하기도 했다.[111]

- 그만의 기분 전환 방법은 '세상에서 가장 큰 비련에 빠진 주인공이 되어 집에서 대성통곡을 하는 것'이라고 한다. 집에 인형이 많은 편이며 슬픔을 담당하는 인형이 따로 있다. 혼자 울기 외로우니 슬픔을 담당하는 나의 상황을 이해해줄 것 같은 눈빛의 인형을 안고서 운다고 한다.[112]

## 가족
- 3녀 중 차녀